# Piper Niven
Kimberly Benson (Ayrshire, Escocia, 6 de mayo de 1991) es una luchadora profesional escocesa. Actualmente trabaja para la empresa estadounidense WWE, donde se presenta en la marca smackdown bajo el nombre de Piper Niven. Benson comenzó su carrera dentro del circuito independiente con el nombre de Viper; después de unirse a WWE, originalmente fue parte de la marca NXT UK donde trabajo como Piper Niven, antes de debutar en el roster principal como Doudrop. Entre sus logros en WWE, destaca un reinado como Campeona Femenina en Parejas junto a Chelsea Green.
Es una dos veces ex Campeona Femenina de ICW, una vez Campeona artística de Stardom, una vez Campeona Mundial de SWA, dos veces Campeona 24/7 de WWE y una vez Campeona Femenina en Parejas de la WWE junto a Chelsea Green.

## Primeros años
Kimberly Benson nació el 6 de mayo de 1991 en Ayrshire, Escocia.

## Carrera

### Circuito independiente (2007-2019)
Antes de convertirse en luchadora, mantuvo en secreto su amor por la lucha libre profesional debido a que le preocupaba que sus amigas pensaran que era «rara», ya que creían que era solo un deporte para hombres. No fue sino hasta que tuvo quince años de edad, y cuando su sobrino mayor comenzó a ver lucha libre, que la pasión de Benson se reavivó y estaba abierta a disfrutar de la lucha libre. Fue introducida a este deporte en una escuela de entrenamiento cerca de su casa en Ayrshire y, de acuerdo con ella, debutó a los dieciséis un año después de comenzar su entrenamiento, haciendo cuentas con su edad, esto fue en 2007. Sobre su entrenamiento, dijo lo siguiente: «Me dieron una paliza, una paliza total. Recuerdo estar acostada en la cama al día siguiente, muy adolorida y en absoluta agonía, pero me encantó, tuve que volver.»
Fue parte del programa especial ITV World of Sport Wrestling celebrado en la víspera de Año Nuevo de 2016, y hasta abril de ese año, estaba programada para aparecer en un renacimiento de la serie. Sin embargo, un mes antes de que se comenzaran las filmaciones, el proyecto se pospuso indefinidamente. Aunque no mucho después, recibió una llamada telefónica de WWE, una de las compañías de lucha libre más grandes del mundo, pidiéndole que fuera parte del torneo femenino, Mae Young Classic. El evento tuvo lugar en 2017 y fue un torneo exclusivo para mujeres. Benson le pidió a World of Sport Wrestling que la liberara de su contrato para poder participar en la competencia. Compitió como Piper Niven ya que el nombre que estaba usando era Viper y ese ya era el nombre de una estrella de WWE dentro de la empresa, decidiendo elegir ese nombre porque tocaba la gaita cuando era niña (conocidas en inglés como bagpipes), y Niven es el primer nombre de su padre. Derroto a Santana Garrett en la primera ronda del torneo y a Serena Deeb en la segunda ronda, antes de ser derrotada por Toni Storm en los cuartos de final.

### World Wonder Ring Stardom (2017-2019)
También en 2017, trabajo en Japón como Viper para la empresa World Wonder Ring Stardom. El 7 de enero de ese año en el evento Stardom New Years Stars 2017 - Tag 2, formó parte del equipo «Oedo Tai» junto a Kagetsu y Kyoko Kimura como un reemplazo para Hana Kimura quién se encontraba lesionada, donde intento ayudar al equipo a retener el Campeonato Artístico de Stardom ante «Queen's Quest» un equipo conformado por HZK, Io Shirai y Momo Watanabe, en el cual fueron derrotadas y perdieron el título. El 13 de agosto, se unió a Queen's Quest junto a Shirai y HZK para enfrentarse al equipo «Team Jungle» conformado por Hiroyo Matsumoto, Jungle Kyona y Kaori Yoneyama en un combate por el Campeonato Artístico de Stardom en el evento Midsummer Champions 2017, en donde lograron capturar el título y Viper se coronó campeona. El 16 de septiembre, Viper participó en el evento 5★Star Grand Prix 2017 de Stardom, donde empató con Mayu Iwatani ambas con 10 puntos. Junto a Queen's Quest, logró defender y retener el Campeonato Artístico en tres ocasiones antes de que lo dejaran vacante el 15 de abril de 2018 después de un draft realizado por Stardom, terminando su reinado con 245 días. Un mes antes ese mismo año, el 28 de marzo, se enfrentó a Toni Storm en el evento Stardom Dream Slam in Tokyo en un combate por su Campeonato Mundial de SWA, en el que también se puso en juego el Campeonato Mundial de ICW de Viper, donde logró derrotar a Storm para capturar el título, saliendo victoriosa con ambos campeonatos. Defendió y retuvo el campeonato en dos ocasiones antes de perderlo en un combate contra Utami Hayashishita en el evento Stardom 8th Anniversary llevado a cabo el 14 de enero de 2019, en el cual también puso en juego su Campeonato Internacional de EVE, donde fue derrotada y perdió ambos títulos, terminando su reinado con el Campeonato de SWA en 292 días y con el Campeonato de EVE en 92 días.

### WWE

#### NXT UK (2019-2021)
A principios de 2019, comenzó a difundirse un rumor en el que se decía y se esperaba que Niven firmara con WWE, el cual resultó ser verdad cuando apareciera y debutara en el episodio del 27 de marzo en NXT UK ese año, donde confrontó a Rhea Ripley. Niven tuvo su primer combate televisado con WWE después de haber sido contratada en un programa especial titulado WWE Worlds Collide el 24 de abril, que consistió en varios combates en los que participaron luchadores de todas las marcas; Raw, SmackDown, NXT, 205 Live y NXT UK, esta última era la marca ala que pertenecía y representaba, derrotando a Zelina Vega de SmackDown. En el episodio del 19 de junio en NXT UK, Niven participó en una batalla real para determinar quién tendría una oportunidad futura de enfrentarse a la Campeona Femenina de NXT UK Toni Storm. En el combate, Niven fue eliminada por Xia Brookside.
El 12 de enero de 2020 en el evento NXT UK TakeOver: Blackpool II, Niven participó en una triple amenaza contra Toni Storm y Kay Lee Ray por el Camepeonato Femenino de NXT UK, donde Niven fue derrotada y recibió la cuenta a tres por Kay Lee. Niven regreso de manera televisada a NXT UK el 24 de septiembre de ese año, donde retó a Kay Lee Ray en un combate por el Campeonato Femenino de NXT UK, en el que fue derrotada. El 19 de noviembre, Niven retó a Ray en un combate de caídas válidas en todas partes por el Campeonato Femenino de NXT UK. Niven fue nuevamente derrotada por Kay Lee debido a una interferencia realizada por Jinny.
Niven perdió ante Jinny en un combate para ser la contendiente número uno por el Cameponato Femenino de NXT UK en el episodio del 7 de enero de 2021 en NXT UK. El 11 de marzo, Niven y Jack Starz derrotaron a Jinny y Joseph Conners en el primer combate mixto en parejas de NXT UK.

#### Doudrop (2021-2023)
En el episodio del 14 de junio de 2021 en Raw, Niven fue cambiada a esta marca y apareció siendo la protegida sin nombre de Eva Marie, derrotando a Naomi en su combate debut. La semana siguiente en Raw, Marie la renombró como Doudrop (esto para evitar confusiones de vinculación alguna con Roddy Piper), y más tarde esa noche, ella y Marie fueron derrotadas en un combate entre equipos por Asuka y Naomi.  En SummerSlam, Doudrop se volvió en contra de Marie, y en el siguiente episodio de Raw, Marie atacó a Doudrop durante una entrevista; comenzando un feudo la una contra la otra. Después de derrotar a Marie en dos ocasiones el 13 y 20 de septiembre en episodios de Raw, en el siguiente episodio, Doudrop reto a Charlotte Flair a un combate por el Campeonato Femenino de Raw en el que fue derrotada debido a una distracción por parte de Marie. En octubre, Doudrop entró al Torneo Corona de la Reina, donde derroto a Natalya en la primera ronda y a Shayna Baszler en las semifinales, pero perdió ante Zelina Vega en la final llevada a cabo en el evento Crown Jewel.
En el episodio del 10 de enero de 2022 en Raw, Doudrop derrotó a Bianca Belair y Liv Morgan en una triple amenaza para ganar un combate titular por el Campeonato Femenino de Raw contra la campeona Becky Lynch pactado para el Royal Rumble, donde fue incapaz de ganar el título. En Elimination Chamber, Doudrop entró al combate de la cámara de eliminación para poder obtener una lucha por el Campeonato Femenino de Raw en WrestleMania 38, pero fue eliminada por Liv Morgan. En el episodio del 29 de mayo, formaría una alianza con Nikki A.S.H. al cuestionarla diciéndole «si estaba lista para dejar de jugar y tomar las cosas en serio» a lo que Nikki responde que sí. Desde junio, además de su alianza con Nikki, aparecería en segmentos con Dana Brooke y Tamina en busca del Campeonato 24/7 de la WWE, ganándolo dos veces.
En el episodio del 2 de mayo de 2022 de Raw, Doudrop se acercó a Nikki A.S.H., sugiriéndole que se aliaran, algo a lo que A.S.H. aceptó. La semana siguiente en Raw, Doudrop y A.S.H. retaron a las Campeonas Femeninas en Parejas de WWE, Naomi y Sasha Banks, a un combate no titular, en el cual fueron derrotadas. Después de que el Campeonato Femenino en Parejas quedara vacante en mayo, A.S.H. y Doudrop ingresaron a un torneo para coronar a las nuevas campeonas, mismo que comenzó en agosto. Perdieron en la primera ronda ante Alexa Bliss y Asuka. En el episodio del 26 de agosto de SmackDown, A.S.H. y Doudrop participaron en un combate four way que tendría como premio una segunda oportunidad de regresar al torneo de clasificación, el cual fue ganado por el equipo de Natalya y Sonya Deville. En el episodio del 30 de agosto de NXT, A.S.H. y Doudrop hicieron una aparición sorpresa en la marca para retar a un combate titular a las Campeonas Femeninas en Parejas de NXT, Katana Chance y Kayden Carter, el cual se llevaría a cabo en Worlds Collide. En el evento realizado el 4 de septiembre, no lograron ganar los títulos debido a una interferencia de Toxic Attraction. Como respuesta a esto, ambos equipos se enfrentaron en un combate en el episodio del 6 de septiembre de NXT, en el que A.S.H. y Doudrop salieron victoriosas.

#### Regreso como Piper Niven (2023-presente)
Luego de una temporada fuera de la programación de WWE, hizo su regreso el 28 de enero de 2023 durante el evento Royal Rumble. Ahí, reapareció con su viejo nombre, Piper Niven, y fue la luchadora número 18 en entrar al Royal Rumble femenino, durando cerca de 28 minutos antes de ser eliminada del mismo por Raquel Rodríguez.

## Otros medios
Benson es el tema del episodio Fight Like a Girl de la serie documental Our Lives realizada por BBC, en el que habla sobre su vida como luchadora profesional.
Benson hizo su debut en los videojuegos como personaje descargable en el paquete Clowning Around Pack de WWE 2K22.

## Vida personal
El 23 de septiembre de 2019 en el Día Internacional de la Bisexualidad, Benson se declaró bisexual. El 13 de diciembre de ese mismo año, compartió que sufre de parálisis facial periférica. Benson se casó en septiembre de 2021.

## Campeonatos y logros
- Alpha Omega Wrestling
  - AOW Women's Championship (1 vez)[64]
- Association Biterroise de Catch
  - ABC Women's Championship (1 vez)[65]
- Fierce Females Wrestling
  - Fierce Females Championship (1 vez)[66]
- Insane Championship Wrestling
  - ICW Women's Championship (2 veces)[67][68]
  - ICW Women's Championship Tournament (2015)[67]
- Preston City Wrestling
  - PCW Women's Championship (1 vez)[69]
- Pro-Wrestling: EVE
  - Pro-Wrestling:EVE International Championship (1 vez)[70]
  - Pro-Wrestling: EVE International Championship (1 vez)[71]
- Insane Championship Wrestling
  - ICW Women's Championship (2 veces)[72]
- Scottish Wrestling Entertainment
  - SWE Future Division Championship (1 vez)[73]
- Showcase Pro Wrestling
  - Caledonian Cup (2014)[74]
- World of Sport Wrestling
  - WOS Women's Championship (2 veces)[75]
- World Wide Wrestling League
  - W3L Women's Championship (1 vez)[76]
- World Wonder Ring Stardom
  - Artist of Stardom Championship (1 vez) – con HZK y Io Shirai[11]
  - SWA World Championship (1 vez)[77]
  - Trios Tag Team Tournament (2019) – con Utami Hayashishita y Bea Priestley[78]
- WWE
  - WWE 24/7 Championship (2 veces)
  - WWE Women's Tag Team Championship (1 vez) – con Chelsea Green
- Pro Wrestling Illustrated
  - Situada en el Nº37 del PWI Female 50 en 2017[79]
  - Situado en el N°54 en los PWI Female 100 de 2018
  - Situada en el Nº75 del PWI Female 100 en 2019[80]
  - Situada en el Nº112 en el PWI Female 150 en 2021